# Shibakōen (metropolitana di Tokyo)
Shibakōen (芝公園駅?, Shibakōen-eki) è una stazione della metropolitana di Tokyo che si trova a Minato. La stazione è servita sia dalla linea Mita della Toei.

## Struttura
La stazione è dotata di due piattaforme laterali con due binari sotterranei.
| 1 | Linea Mita | per Meguro, Musashi-Kosugi e Hiyoshi        |
| 2 | Linea Mita | per Ōtemachi, Sugamo e Nishi-Takashimadaira |

## Stazioni adiacenti
| «          | Servizio   | »          |
| Linea Mita | Linea Mita | Linea Mita |
| ---------- | ---------- | ---------- |
| Mita       | -          | Onarimon   |